# In punta di piedi (film 1984)
In punta di piedi è un film del 1984 diretto da Giampiero Mele.

## Trama
Laureatosi di fresco negli Stati Uniti, Carlo torna a Roma, dove il padre vuole che egli cominci a conoscere i problemi connessi con la propria azienda industriale, ovviamente a lui destinata in avvenire. Ma il giovane ama la musica rock, e le sue serate le passa esibendosi in discoteca con altri tre amici suonatori mentre lui canta, felice per i gridolini delle quindicenni. Carlo fa la conoscenza di Elizabeth, una statunitense che studia danza classica presso la più prestigiosa accademia romana, ma che non disdegna il piacere del rock. I due si innamorano ma, ad un certo momento, la perseveranza e l'impegno della ragazza ricevono un brutto colpo: essa non supera gli esami del primo anno di corso. Nascono anche dissapori fra i due, con Carlo esitante e pigro nei confronti di un lavoro di cui non avverte né il valore né le possibilità, ed Elizabeth decisa ormai a tornare negli USA, per coltivare là la sua passione per la danza. Anche il quartetto di amici si sfalda: uno di essi, il più realista, ha trovato un buon impiego in banca e si sposerà con una impiegata dell'ufficio di Carlo. Infine quest'ultimo, appreso che la sua ragazza è in partenza per New York, si precipita a Fiumicino, deciso a partire con lei. Con l'abbraccio dei genitori, arrivati sul posto prima del decollo, anche Carlo, lasciandosi tutto alle spalle, sceglie con la musica la strada che sente a lui più congeniale.

## Colonna sonora
- Marcello Modugno - Baby dance
- Marcello Modugno - Come on and give it up
- Marcello Modugno feat. Josette Martial - A little happiness
- Josette Martial feat. Marcello Modugno - Fly High
- Josette Martial - Limbo
- Sound of Heaven - Street dance
- Sound of Heaven - Street dance
- Stephen Head - Switch on Fellini
- Chris J. King - Song for Elisa
- Neon - Dark Age
- Richard Benson - Animal Zoo